# Colón Fútbol Club
El Colón Fútbol Club es un club deportivo uruguayo de la ciudad de Montevideo, fundado en 1907. Desarrolla varias disciplinas deportivas, siendo el fútbol y el basquetbol sus actividades principales. 
En fútbol masculino participa actualmente en la Segunda División del fútbol uruguayo. En fútbol femenino fue uno de los equipos más destacados del país llegando a ser tetracampeón uruguayo en el periodo 2013-2016. En esta disciplina también logró el cuarto puesto en la edición 2016 de la Copa Libertadores Femenina.
En básquetbol, el club milita en el Torneo Metropolitano, la segunda categoría en importancia en este deporte.

## Historia
Fundado en 1907 en el barrio Brazo Oriental de Montevideo, pasó la mayor parte de su historia en las divisionales de ascenso, aunque jugó tres temporadas en primera división durante el amateurismo (1909, 1928 y 1929). En la era profesional disputó una temporada en Primera División en el año 1965. Entre sus jugadores más destacados aparece el exdirector técnico de la selección uruguaya, Víctor Púa. También se destacan jugadores como Hugo Romeo Guerra, Alexis García, Beethoven Javier, Néstor Montelongo y Roberto Sierra entre otros.

### Orígenes
Existen varias versiones sobre el lugar donde fue fundado el Club, aunque lo concreto es que la misma se produjo en el propio barrio Brazo Oriental. Allí varios visionarios decidieron fundar una entidad que en forma especial se dedicara al fútbol. Hay varios nombres que aparecen como fundadores del club: Guillermo Baysse, Astengo, Coco Denevi, Dorsal Álvarez, Podestá, Carlos Herrera, Francisco Zunino, Fausto Piñeyro, Pedro Labaccá, Gard, García, Burgueño, entre otros. Eligieron los colores verde y rojo para su casaca, para más adelante intercalar el blanco, pasando a ser estos los colores definitivos de la institución.
Con el esfuerzo de sus dirigentes, Colón logró ser propietario de una sede social, con un gran gimnasio en pleno corazón del Brazo Oriental, y del campo deportivo ubicado en la Avda. de las Instrucciones. Este campo se denominó Dr. Carlos Suero, en reconocimiento a la persona que más influyó, con sus ideas y fuerza, para el crecimiento institucional de Colón.
El 12 de diciembre de 1948, se colocaba la piedra fundamental del nuevo edificio social; el cual fue inaugurado el 14 de diciembre de 1950. Edificio moderno y de sobria concepción arquitectónica que supo albergar no solo veladas bailables y deportivas; también funciones de cine, teatro, y otras expresiones más atinentes a la faz cultural.

### SigloXX
Colón F.C. fue uno de los 8 clubes fundadores de la Primera División "B" en 1942 junto a Bella Vista, Cerro, Miramar, Misiones, Progreso, San Carlos y Wilson. Participó de las primeras 3 ediciones, descendiendo en 1944 tras una mala campaña con un solo triunfo y 13 derrotas.
Regresó a la segunda categoría en 1955 y participó de la misma hasta 1964 cuando obtiene el título de campeón sumando un punto más que Liverpool, y ascendió a Primera División donde compitió solamente un año en el que finalizó último con 7 puntos (única temporada de Colón en Primera División durante la era profesional).
Posteriormente participó nuevamente en la segunda categoría durante 20 años consecutivos (desde 1966 a 1985) entre los cuales se incluye el título de campeón de la temporada de 1982 pero que no fue suficiente para ascender nuevamente, ya que debió participar en una liguilla por el ascenso y no logró el objetivo. Esto se debió a una reducción en la cantidad de equipos en la Primera División (de 14 a 13 para la siguiente temporada), lo cual produjo que en esa edición el campeón de la B no ascendía directo, si no que debía pasar por un repechaje junto a 2 equipos de la "A" (Liverpool y Huracán Buceo) y el segundo de la "B" (Fénix). Liverpool fue el victorioso de este mini torneo, mientras que los otros 3 equipos debieron jugar en Primera B al año siguiente.
En el año 1985 debió jugar un desempate por el descenso y cayó ante Oriental por 1 a 0 lo cual lo llevó a competir en Primera "C" hasta 1988 (campeón y ascenso). Fueron entonces 11 temporadas consecutivas en la Segunda División hasta el descenso de 1999.

### SigloXXI
En el año 2000 compitió en la Liga Metropolitana Amateur (actual Primera División Amateur), y tras triunfar en las dos vueltas del campeonato anual (Apertura y Clausura) obtuvo el ascenso a la Segunda División Profesional de la AUF. Participó de la Segunda División desde el año 2001 hasta el 2004, cuando por razones económicas dejó de competir.
El 12 de marzo del año 2007, el Colón Fútbol Club, conmemoró los 100 años de existencia, y el gobierno del Uruguay emitió especialmente un sello alusivo a la fecha. Para la temporada 2009-10, el club anunció el regreso al fútbol , ingresando a disputar el torneo de Primera División Amateur. A finales de 2010, Colón volvió a obtener un título después de 10 años, al ganar el Torneo Apertura correspondiente a la temporada 2010-11, pero fue derrotado 1:4 por Villa Teresa en la final por el ascenso disputada en el Méndez Piana.
Colón tuvo que esperar hasta 2017 para el siguiente título de campeón: venció por penales a Platense y se consagró campeón del Torneo Clausura de esa temporada, accediendo de esa manera a disputar la final del año ante el Albion (campeón del Apertura) en el Estadio Centenario. Fue derrota entonces 1:2, y Colón debió permanecer compitiendo en el fútbol aficionado. Al año siguiente vuelve realizar una gran campaña y llega a las finales del campeonato, pero es derrotado por Bella Vista.
En 2020 vuelve a acceder a la final del campeonato en el Estadio Centenario, pero es derrotado en el alargue 2:1 por Uruguay Montevideo. Con el subcampeonato vuelve a tener la posibilidad del ascenso, ahora disputando el repechaje ante el penúltimo de la Segunda División Profesional. El destino volvió a enfrentarlo a Albion (pero en este caso ya convertido en un club profesional) que volvió a doblegarlo, en este caso por un global de 7:1 en dos partidos. Fue la cuarta vez en 4 años que Colón cae derrotado en la definición por el ascenso a Segunda (2017, 2018 y 2 veces en 2020).

#### Dale Verde SAD
Finalmente en 2023 Colón (ahora apoyado por la constitución de una S. A. D. llamada "Dale Verde S.A.D.") logró el título de campeón con una campaña de 13 triunfos, 4 empates y 2 derrotas. De esa manera el equipo tricolor regresó al profesionalismo luego de 19 años de ausencia.

## Símbolos

### Escudo y bandera
Tanto el escudo como la bandera se componen de un diseño similar, basado en bastones verdes y rojos delimitados por pequeños bastones blancos.
En el caso del escudo, el diseño es vertical, mientras que en la bandera la trama es horizontal. La bandera lleva la inscripción "Colón F.C." en color blanco y por encima del diseño, mientras que en el escudo el nombre del club va alrededor del mismo.

## Uniforme
- Uniforme titular: Camiseta a franjas verticales rojas, blancas y verdes (las franjas blancas son de menor grosor y sirven de separador entre el rojo y el verde), pantalón blanco, medias verdes.
- Uniforme alternativo: Camiseta blanca con vivos verdes y rojos, pantalón blanco, medias rojas.

El uniforme original era verde y rojo, similar al de Rampla Juniors. Fue entonces que se realizó un partido ante ese equipo para ver quien permanecía con esos colores, partido que Colón perdió, y por ello se transformó en un club tricolor, adicionando el color blanco al rojo y al verde.

## Estadio
El club es propietario del Estadio Parque Doctor Carlos Suero, el cual fue inaugurado en 1968. Está ubicado en la calle Instrucciones al 2578 esquina Carmelo Colman (es antes de llegar a la vía férrea) en el Barrio Casavalle en Montevideo. Tiene una capacidad para 2.000 espectadores y posee una tribuna y 2 cabeceras. Su primer partido oficial fue contra el Club Nacional de Football en 1968 donde Francisco Zunino (el único fundador vivo del club en el momento) dio el puntapié inicial. Se encuentra inhabilitado y sin uso desde hace varios años.

## Jugadores
Algunos futbolistas que vistieron la casaca del elenco del Brazo Oriental son: Luis Méndez Pereira (golero), Daniel Borges (volante que tuvo un fugaz y poco relevante paso por Atlanta de Buenos Aires), Ricardo Espala (delantero que en Argentina jugó en Atlanta y San Miguel; fallecido víctima de cáncer), Julio Modernell (golero), W. Sartorio (zaguero), O.Garay (zaguero), Pedro Graffigna (volante, ex Defensor), Beethoven Javier (defensor, ex Defensor), Uruguay Gussoni (delantero que integró el equipo campeón de Central Español del Torneo Uruguayo de Primera División de 1984); Mario García (golero), Albacete (marcador lateral derecho), Sergio Rodríguez (marcador lateral izquierdo), Centurión (volante), Yrigoyen (volante), Néstor Santurión (delantero ágil de gran velocidad y picardía), Rafael Imerso (delantero, ex Miramar Misiones, Bella Vista), Alvez, Bandera, Graña (golero), Mario Rodríguez, Rubén Alzueta (zaguero central), Rubén Baeque (zaguero central), Alberto Correa (volante), Marcelo Pittaluga (volante, ex Alto Perú y Juventud Brasil), Marcelo Morán (volante, ex Platense), Gustavo Ferreira (delantero, ex Basáñez), Hugo Romeo Guerra (delantero), Rubén Acosta (delantero, ex Defensor Sporting), Adrián "Vitamina" Silva.

## Palmarés

### Torneos nacionales

##### Torneos nacionales organizados por AUF Masculino
| Torneos nacionales                                              | Títulos                   | Subcampeonatos            |
| --------------------------------------------------------------- | ------------------------- | ------------------------- |
| Segunda División Profesional (2)                                | 1964, 1982                |                           |
| Divisional Intermedia (4):                                      | 1925, 1927, 1931, 1954    |                           |
| Tercera Categoría de Futbol Uruguayo (4):                       | 1920 E, 1988, 2000, 2023  | 2010-11, 2017, 2018, 2020 |
| Torneos Apertura y Clausura de la Segunda División Amateur (2): | A 2010-11, C 2017, C 2018 |                           |
| Supercopa de Clubes AUF-OFI                                     |                           | 2023                      |

### Trayectoria del Club en Copa nacionales
| edición | Competición      | Posición     | PJ           | PG           | PE           | PP           | GF           | GC           | Dif.         | Pts.         | Notas        |
| ------- | ---------------- | ------------ | ------------ | ------------ | ------------ | ------------ | ------------ | ------------ | ------------ | ------------ | ------------ |
| 2022    | Copa AUF Uruguay | Tercera Fase | 3            | 2            | 0            | 1            | 5            | 3            | +2           | 6            |              |
| 2023    | Copa AUF Uruguay | Segunda Fase | 2            | 0            | 2            | 0            | 3            | 3            | 0            | 2            |              |
| 2024    | Copa AUF Uruguay | No clasificó | No clasificó | No clasificó | No clasificó | No clasificó | No clasificó | No clasificó | No clasificó | No clasificó | No clasificó |

## Fútbol femenino
Colón se volvió el equipo referente en el fútbol femenino de Uruguay. Es tetracampeón uruguayo, al obtener los títulos del Campeonato Uruguayo de 2013 (DT: Ignacio Chitnisky), 2014 y 2015 (DT: Fabiana Manzolillo) y 2016 (DT:  Juan Carlos Hernández).
Participó en la Libertadores 2014 (no pudo sumar puntos aunque Yamila Badell logró anotar 4 goles) y  nuevamente en 2015 donde se logró la primera victoria internacional al vencer a Espuce de Ecuador. Fabiana Manzolillo renunció a la conducción técnica del equipo al finalizar la Libertadores 2015. 
En 2016, en Copa Libertadores disputada en Uruguay, Colón obtuvo el logro histórico de llegar a semifinales por primera vez por un equipo uruguayo. Primero derrotó 2:1 a UAI Urquiza, y luego una histórica goleada 4:0 sobre Universitario de Lima (resultado que Colón necesitaba para pasar) le cedió el pase a semifinales. En las semifinales cayó 2 a 0 frente a Estudiantes de Guárico y en el partido por el tercer puesto empató 0 a 0 y cayó por penales ante Foz Cataratas de Brasil. En Colón además de la buena participación de Yamila Badell, se destacó la categoría de la venezolana Oriana Altuve, que finalizó como la goleadora del certamen.

### Palmarés
- Campeonato Uruguayo (4): 2013, 2014, 2015 y 2016.

##### Torneos nacionales organizados por AUF Femenino
| Torneos nacionales                                            | Títulos                | Subcampeonatos |
| ------------------------------------------------------------- | ---------------------- | -------------- |
| Campeonato Uruguayo femenino de Primera División (4/2)        | 2013, 2014, 2015, 2016 | 2017 2018      |
| Torneos Apertura de futbol femenino de Primera División       | 2018                   |                |
| Torneos Clausura de futbol femenino de Primera División       | 2017                   |                |
| Torneo de Segunda Fase de futbol femenino de Primera División | 2015, 2016, 2014       |                |
| Copa de Oro de Primera División                               | 2013                   |                |

#### Trayectoria enCampeonato Uruguayo femenino
| Temporada      | Puesto       | PJ | PG | PE | PP | GF | GC | Pts. |
| -------------- | ------------ | -- | -- | -- | -- | -- | -- | ---- |
| 2008           | -            |    |    |    |    |    |    |      |
| 2009           | 7.º          | 25 | 9  | 4  | 12 | 46 | 35 | 32   |
| 2010           | 3.º          | 11 | 7  | 1  | 3  | 27 | 16 | 25   |
| 2011           | 3.º          | 18 | 12 | 3  | 3  | 56 | 19 | 39   |
| 2012           | 8º           | 5  | 3  | 0  | 2  | -  | -  | 9    |
| 2013           | 1.º          | 21 | 16 | 2  | 3  | 84 | 21 | 50   |
| 2014           | 1.º          | 16 | 14 | 1  | 1  | 87 | 11 | 43   |
| 2015           | 1.º          | 16 | 15 | 0  | 1  | 83 | 10 | 45   |
| 2016           | 1.º          | 24 | 21 | 1  | 2  | 95 | 9  | 64   |
| 2017           | 2.º          | 12 | 8  | 3  | 1  | 51 | 9  | 27   |
| 2018           | 2.º          | 18 | 15 | 1  | 2  | 85 | 7  | 46   |
| 2019           | 3.º          | 18 | 11 | 2  | 5  | 35 | 19 | 35   |
| 2020- adelante | No participó |    |    |    |    |    |    |      |

#### Participaciones en laCopa Libertadores Femenina
| Temporada | Ronda          | Puesto | PJ | PG | PP | Pts |
| --------- | -------------- | ------ | -- | -- | -- | --- |
| 2014      | Fase de grupos | 11º    | 3  | 0  | 3  | 0   |
| 2015      | Fase de grupos | 8º     | 3  | 1  | 2  | 3   |
| 2016      | Semifinalista  | 4º     | 5  | 2  | 2  | 7   |
| 2017      | Fase de grupos | 10º    | 3  | 0  | 3  | 0   |

## Otras disciplinas deportivas

### Baloncesto
En baloncesto, Colón tiene una importante trayectoria, y luego de unos años de ausencia retornó a los torneos organizados por la Federación Uruguaya de Basketball en 2006, para disputar el campeonato de Tercera División. El equipo de baloncesto de Colón juega sus partidos de local en su gimnasio de la Avenida San Martín esquina Fomento, donde también se encuentra la sede del club. El mismo tiene una capacidad de 1000 personas aproximadamente.